# Línguas penutianas

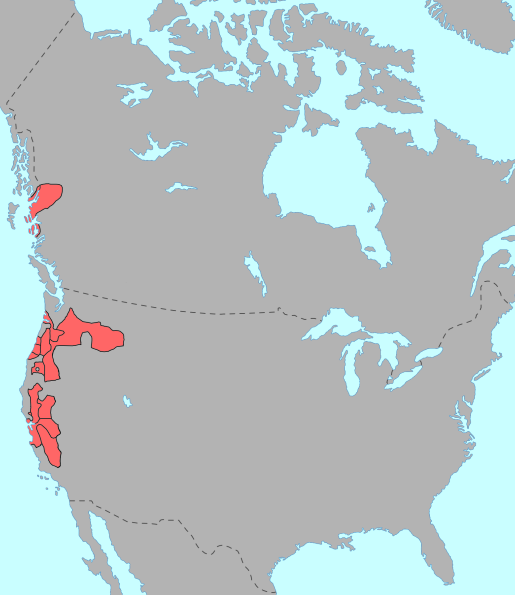

As línguas penutianas constituem uma hipótese para o agrupamento de famílias de línguas indígenas da América do Norte que se distribuem pelo Oeste do Canadá até a América Central e a costa oeste da América do Sul. Existem várias opiniões divergentes quanto à validade desta hipótese.